# Margaux Bailleul
Margaux Bailleul, född 5 juli 1999 i Le Havre, är en fransk roddare.

## Karriär
I augusti 2017 vid junior-VM i Trakai tog Bailleul brons i singelsculler.
I juli 2021 tävlade Bailleul för Frankrike vid OS i Tokyo, där hon tillsammans med Violaine Aernoudts, Marie Jacquet och Emma Lunatti slutade på nionde plats i scullerfyra.